# Casa del Estado de Maryland
La Casa del Estado de Maryland (en inglés, Maryland State House) se encuentra en Annapolis, la capital del estado de Maryland (Estados Unidos). Es el capitolio estatal más antiguo de Estados Unidos, en uso legislativo continuo desde 1772. Alberga la Asamblea General de Maryland, además de las oficinas del gobernador y el vicegobernador. En 1783 y 1784 sirvió como el edificio del capitolio del Congreso de la Confederación de Estados Unidos, y es donde ocurrió el Día de la Ratificación, el final formal de la Guerra de Independencia de Estados Unidos.
El capitolio tiene la distinción de estar coronado por la cúpula de madera más grande de Estados Unidos construida sin clavos. El edificio actual, que fue designado Monumento Histórico Nacional en 1960, es el tercer capitolio en su sitio. Es administrado por State House Trust, fundado en 1969.

## Construcción e historia
La construcción comenzó en 1772, pero no se completó hasta 1797 debido a la Guerra de Independencia. La estructura de ladrillo de dos pisos de estilo georgiano, ubicada dentro de State Circle, fue diseñada por el arquitecto Joseph Horatio Anderson. Un pequeño pórtico sobresale del centro del edificio, rematado por un frontón, con dos ventanas de arcos altos que enmarcan la entrada. En ambas plantas, grandes ventanales rectangulares bordean la fachada. Una cornisa se remata con otro frontón y el techo inclinado da paso a un tambor central octogonal encima del cual descansa una cúpula. La gran cúpula está rematada por un balcón balaustrado, otro tambor octogonal y una linterna rematada por un pararrayos. La barra fue construida y puesta a tierra de acuerdo con las especificaciones directas de su inventor, Benjamin Franklin.
El edificio fue rodeado por un muro bajo de ladrillos en 1818 para evitar incursiones de ganado. Este fue reemplazado por una cerca de hierro con una base de granito en 1836. La cúpula se representa en los cuartos de dólar de Maryland.
Entre 1902 y 1906 se construyó un nuevo anexo bajo la supervisión de los arquitectos Baldwin & Pennington de Baltimore; este reemplazó a los anexos anteriores del siglo XIX. La actual Cámara de Delegados del estado y las cámaras del Senado son parte del anexo, que está revestido de mármol italiano negro y dorado. Este incluye la Gran Escalera, sobre la que está el cuadro Washington Resigning His Commission (Washington dimitiendo de su comisión) de Edwin White, ejecutado en 1858. En 2017, dos pinturas adicionales, ambas de la colección de la Biblioteca Libre Enoch Pratt, se colgaron sobre la escalera. Estas adiciones fueron un retrato de Charles Calvert por Allan Ramsay (c. 1740) y uno de Frederick Calvert por Johann Ludwig Tietz (c. 1750).
A mediados de los años 1990, la cúpula de ciprés se sometió a una renovación estructural y a un repintado. Sin embargo, la pintura de látex que se usó no se adhirió debido a las capas anteriores, lo que hizo que se descascara. En 2011, la pintura vieja se eliminó y se reemplazó con pintura blanca a base de aceite.

## Jardines

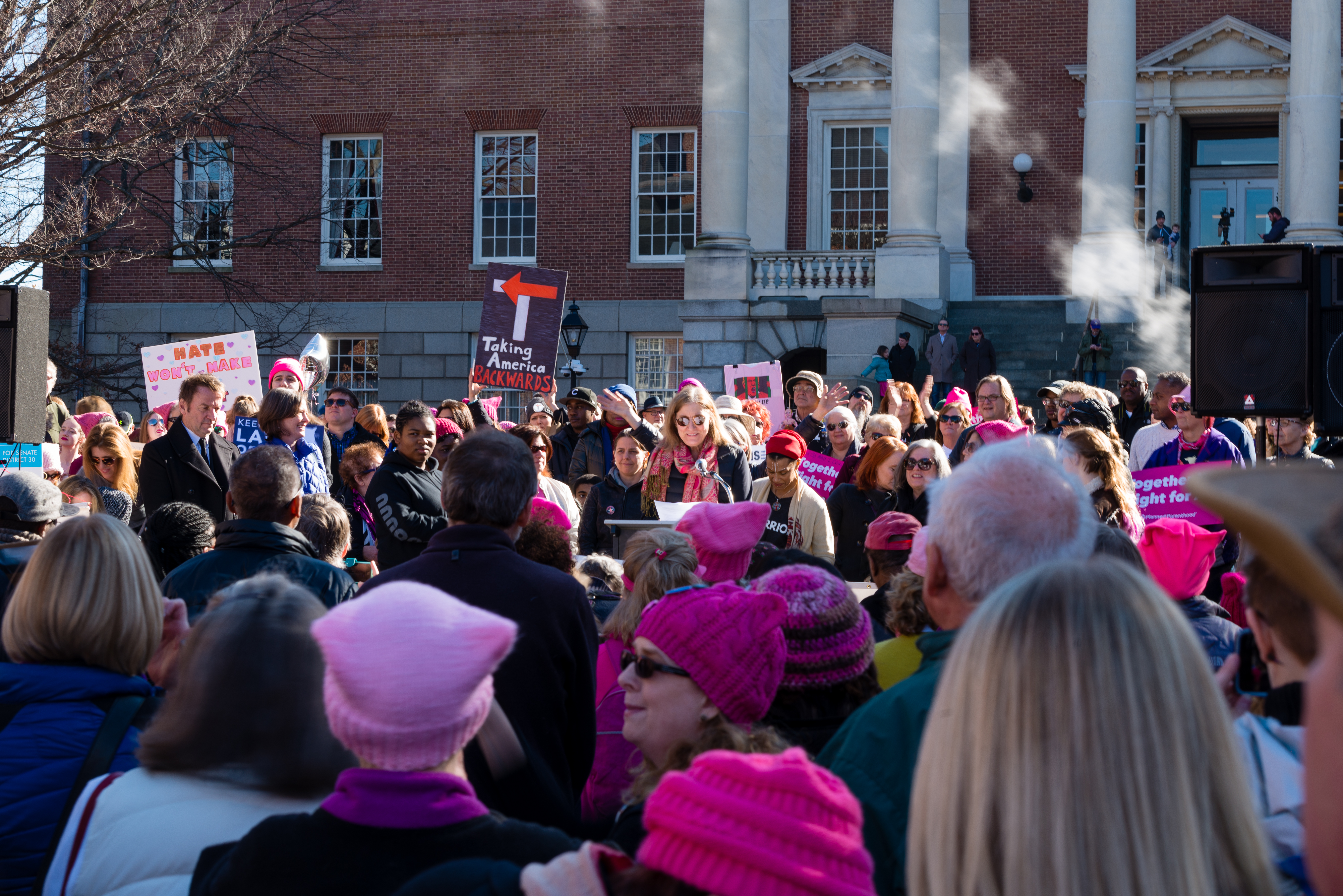
Marcha de mujeres el 20 de enero de 2018 en Lawyers Mall cerca de la Casa del Estado. Lawyers Mall se utiliza con frecuencia para protestas y otras reuniones.

Junto a la Casa del Estado se encuentra Lawyers Mall, un espacio abierto que fue designado en 1973 después de la demolición del edificio del Tribunal de Apelaciones, que se encontraba en el lugar desde 1906. Estatuas del nativo de Baltimore Thurgood Marshall, el primer juez negro de la Corte Suprema de Estados Unidos, así como de Donald Gaines Murray, el primer afroamericano en ingresar a la Facultad de Derecho de la Universidad de Maryland desde 1890, y un banco con estatuas de dos niños anónimos que simbolizan el victoria del litigio de Marshall en el Caso Brown contra el Consejo de Educación, todos se sientan en Lawyers Mall. El espacio es el punto focal de las actividades de la Primera Enmienda en los terrenos del Capitolio.
Hasta 2017, había una estatua de Roger B. Taney, presidente de la Corte Suprema de los Estados Unidos, en el césped de la Casa del Estado. La estatua fue erigida en 1872. La estatua de Taney, un Marylander, fue controvertida debido al apoyo de Taney a la esclavitud y su autoría de la decisión de la Corte Suprema en Caso Dred Scott contra Sandford (1857), que defendió la negación de la ciudadanía a los afroamericanos. Como resultado, surgió un movimiento de apoyo a la remoción de la estatua. Al principio, el State House Trust, compuesto por el gobernador, el presidente de la cámara estatal, el presidente del senado estatal y el presidente de la Junta de fideicomisarios del Maryland Historical Trust, respondió agregando placas interpretativas "que explicaban la controversia sobre su opinión divisiva y su lugar en la evolución de la postura de la nación hacia la esclavitud ". El Trust también agregó una estatua de Marshall en Lawyers Mall, y acordó en 2016 colocar estatuas de los abolicionistas Harriet Tubman y Frederick Douglass en la Casa del Estado. A raíz del ataque automovilístico de Charlottesville en 2017, el presidente de la Cámara de Representantes, Michael E. Busch, pidió la eliminación de la estatua de Taney, al igual que el gobernador Larry Hogan un día después. Se eliminó poco después de la medianoche del 18 de agosto de 2017.

## Rotonda
La rotonda alberga el Maryland Federalist, una réplica de 1987 del Federalist original, un pequeño barco construido por comerciantes de Baltimore en 1788 para celebrar la ratificación de la Constitución de Estados Unidos por Maryland. Grandes columnas corintias sostienen los arcos que soportan la gran cúpula de arriba. Una balaustrada recubre el balcón del segundo piso.
En el verano de 2012, se exhibió en la rotonda el texto original manuscrito de la carta de renuncia de George Washington. Se expuso nuevamente en marzo de 2020, junto con la pancarta Star-Spangled original de Francis Scott Key prestada por el Centro de Historia y Cultura de Maryland.

## Cámaras

### Antigua Cámara del Senado

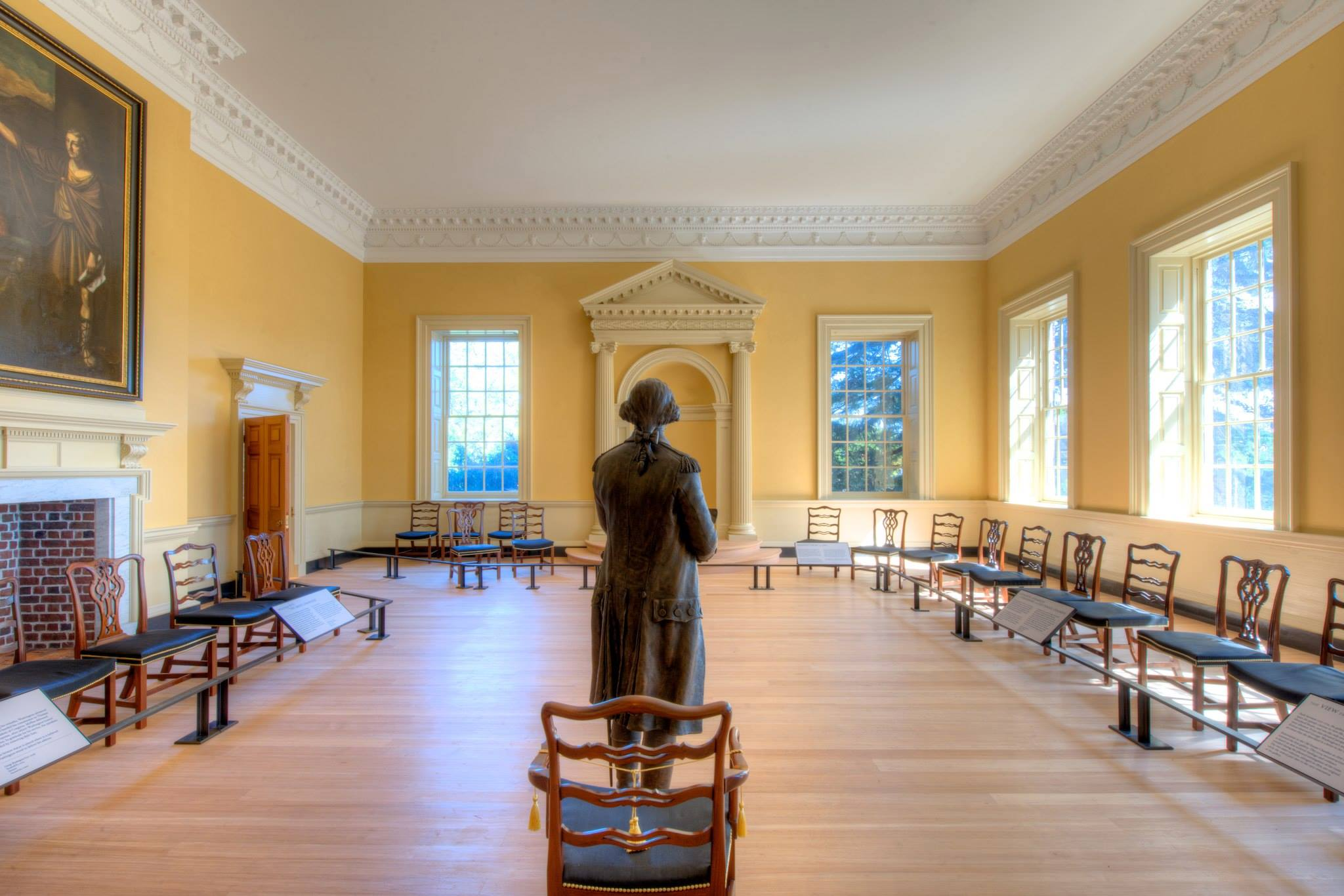
La Cámara del Antiguo Senado

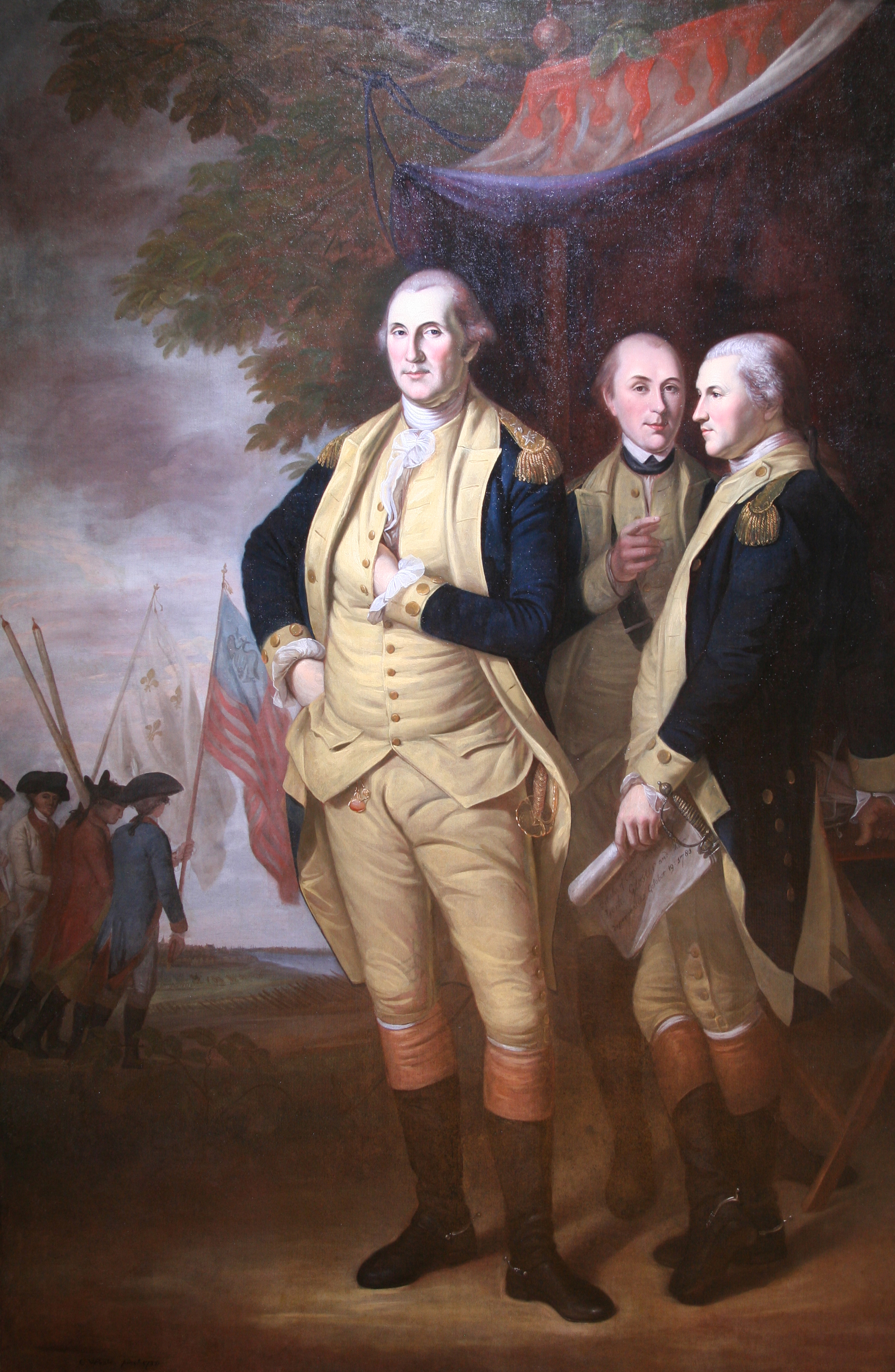
Washington, Lafayette & Tilghman en Yorktown, por Charles Willson Peale, 1784

A la derecha de la entrada se encuentra la antigua Cámara del Senado. Se agregaron sillas y escritorios a la habitación en el número exacto (16) tal como se amuebló originalmente. El escritorio para el presidente es una pieza original hecha por John Shaw en 1797. Sobre la chimenea está el cuadro Washington, Lafayette & Tilghman en Yorktown de Charles Willson Peale; la obra fue encargada por la Legislatura de Maryland en 1783 y se agregó a la colección de la Casa del Estado el año siguiente. La pintura representa a George Washington, Lafayette y a la ayudante de campo de Washington, Tench Tilghman.
Fue en la Cámara del Antiguo Senado donde Washington renunció a su comisión como comandante en jefe del Ejército Continental el 23 de diciembre de 1783. Una estatua de bronce de Washington se encuentra en la habitación.
El 2 de febrero de 1781, el gobernador Thomas Sim Lee firmó y selló la "acta para facultar a los delegados de este estado en el Congreso a suscribir y ratificar los Artículos de la Confederación". La decisión estableció el consentimiento unánime necesario de los trece estados para la formación de una Unión Perpetua.
El 11 de septiembre de 1786, la Convención de Annapolis, una convención interestatal para discutir formas de facilitar el comercio entre los estados y el establecimiento de reglas y regulaciones estándar, se reunió aquí. La convención sentó las bases para la Convención Constitucional de Filadelfia de 1787.
La cámara tuvo una extensa investigación a partir de 2007 para resolver los problemas de fugas de agua. Como resultado de este estudio, los restauradores han determinado que los intentos de restauración anteriores en 1905 y 1940 no recrearon con precisión muchos elementos de la habitación. En enero de 2010 se publicó un informe de sus hallazgos y el trabajo continúa.

### Actual Cámara del Senado

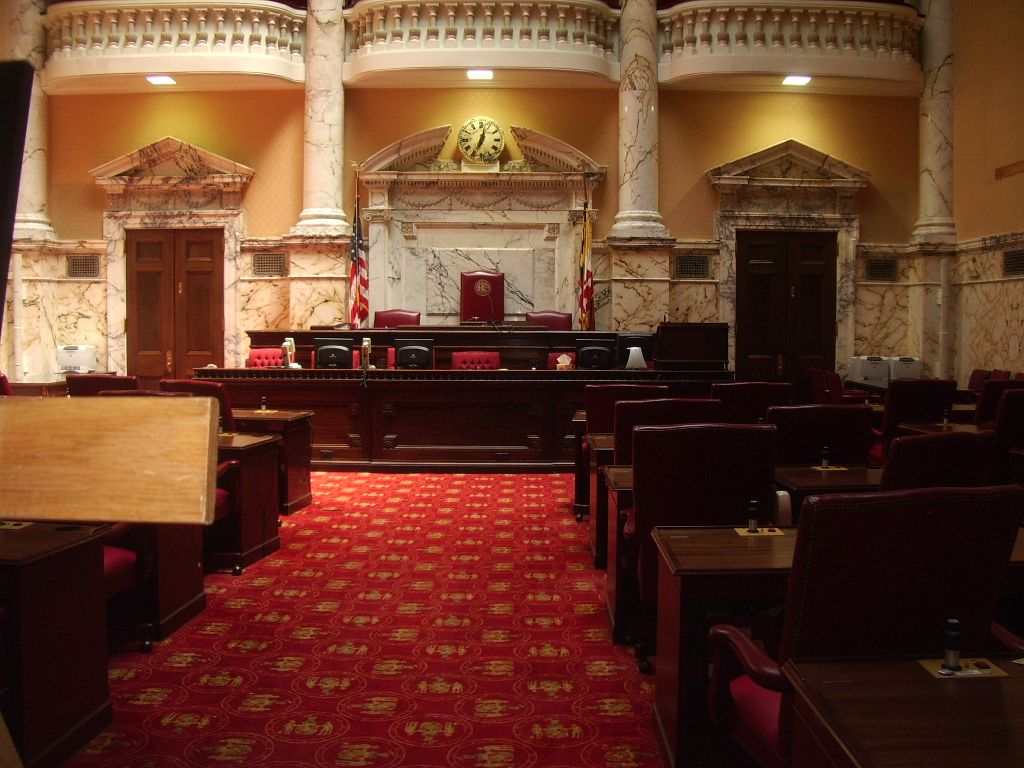
Cámara del Senado del Estado de Maryland

La cámara del Senado está ubicada en un ala añadida a la estructura original entre 1902 y 1905. La habitación está iluminada por un tragaluz de estilo Tiffany arriba. La alfombra roja adornada con el Sello del estado de Maryland cubre todo el piso. Grandes columnas jónicas recubren las paredes y sostienen la galería de observación. El mármol a lo largo de las paredes y las columnas está salpicado de óxido y negro, los colores oficiales de Maryland.
Dos famosos habitantes de Maryland aparecen en las estatuas que flanquean el podio: John Hanson, el primer presidente de los Artículos de la Confederación, y Charles Carroll, uno de los firmantes de la Declaración de Independencia. Cuatro retratos de los firmantes de la Declaración de Independencia de Maryland cuelgan de las paredes: William Paca, Thomas Stone, Samuel Chase y Charles Carroll. También hay retratos de Edwin Warfield y John Walter Smith.

### Cámara de Delegados
La cámara de la Cámara de Delegados también se encuentra en el ala nueva del edificio. La alfombra es de color azul marino y está diseñada con fundas de diamantes y oliva. El mismo mármol negro y óxido recubre la cámara y forma las columnas jónicas a lo largo de las paredes. Una galería de espectadores está encima de la tribuna. El orador se sienta frente a un frontón de mármol roto que sostiene un reloj. En las paredes cuelgan retratos de ex portavoces de la Cámara.

### Sala de recepción del gobernador
La sala de recepción del gobernador está en el segundo piso. La sala es principalmente ceremonial y se utiliza para la firma de proyectos de ley. En las paredes cuelgan retratos de exgobernadores. Cerca de allí cuelgan retratos de Enriqueta María de Francia y la Ana de Gran Bretaña La sala se usó originalmente como la Cámara del Consejo para el consejo ejecutivo de Maryland, que fue abolido en las reformas constitucionales del estado en 1838; se conoció como la Sala de Recepción del Gobernador en los años 1860.

### Sala del Caucus
Lo que ahora se conoce como la Sala del Caucus de la Cámara de Representantes se dividió originalmente en dos salas que albergaban los registros de la Oficina de Tierras y el Tribunal General (que más tarde se convirtió en Tribunal de Apelaciones de Maryland). Después de la ampliación de la Cámara de Delegados de la Antigua Cámara en 1858, la sala se dividió entre la oficina privada del presidente de la Cámara de Delegados (mitad trasera) y un guardarropa (mitad delantera). Entre 1905 y 1906, la sala probablemente fue renovada y se conoció como la Sala de la Bandera, que albergaba varias banderas de batalla de la Guerra de Secesión y armas ceremoniales. La sala fue utilizada más tarde por el Departamento de Referencia Legislativa y se conoció como la "Sala de Bill" en los años 1940. Desde principios de los años 1980 hasta 2008, la sala se utilizó como Centro de visitantes de la Casa del Estado de Maryland. En 2011, el proyecto de ley se convirtió en la Sala del Caucus de la Cámara de Representantes y ahora se utiliza para reuniones.
La Sala del Caucus alberga la mayor parte del servicio de plata de 48 piezas del crucero blindado USS Maryland (dado de baja en 1947). Las piezas del set muestran 167 escenas de la historia de Maryland, y cada pieza se centra en uno de los 23 condados de Maryland y la ciudad de Baltimore. La plata fue transferida de la Sociedad Histórica de Maryland a la Casa del Estado en 1962. En 1992 se entregaron cuatro piezas del servicio al submarino USS Maryland.  Además de la plata, la Sala del Caucus contiene un busto del siglo XIX de Reverdy Johnson.
Las pinturas de la sala Caucus incluyen tanto retratos como paisajes. Los retratos de la habitación son originales que representan a Oden Bowie (de Katherine Walton), Frank Brown (de Louis P. Dieterich), Leonard Calvert (atribuido a Jacob van Oost o Jacob van Oost el Joven ), Elihu Emory Jackson (de Ida Foster), Robert M. McLane (de George Peter Alexander Healy ), Thomas Swann (de Florence Mackubin ), Francis Thomas (de Franklin Barber Clark), William Pinkney Whyte (por David Bendann), y Levin Winder (por Florence Mackubin). La sala también contiene reproducciones de retratos de Clarence W. Blount (por Simmie Knox ) y Mary Eliza Watters Risteau (por Talmadge de Nueva York).

## Capital nacional
Desde el 26 de noviembre de 1783 hasta el 13 de agosto de 1784, Annapolis fue la capital de Estados Unidos. El Congreso de la Confederación se reunió en la Casa del Estado de Maryland. Posteriormente, Annapolis fue candidata para convertirse en la nueva capital nacional permanente antes de que se construyera Washington D. C.
Fue en la Cámara del Antiguo Senado donde el Congreso ratificó el Tratado de París el 14 de enero de 1784, poniendo fin formalmente a la Guerra de Independencia.

## Tribunal de Distrito de Estados Unidos
El Tribunal de Distrito de Estados Unidos para el Distrito de Maryland se reunió allí durante la primera década de su existencia. En 1800, el juez Samuel Chase juzgó a un administrador de correos local por malversación y lo sentenció a treinta y nueve latigazos. Para ejecutar la sentencia, el acusado fue atado a una de las columnas del capitolio.

## Galería

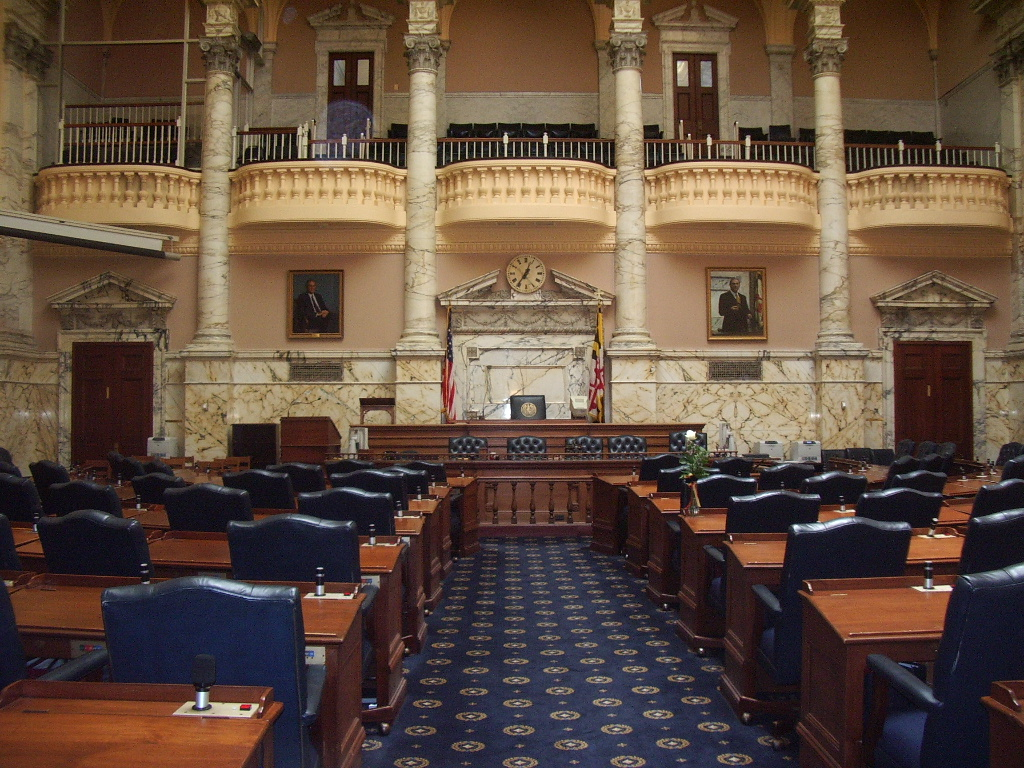
Cámara de Delegados
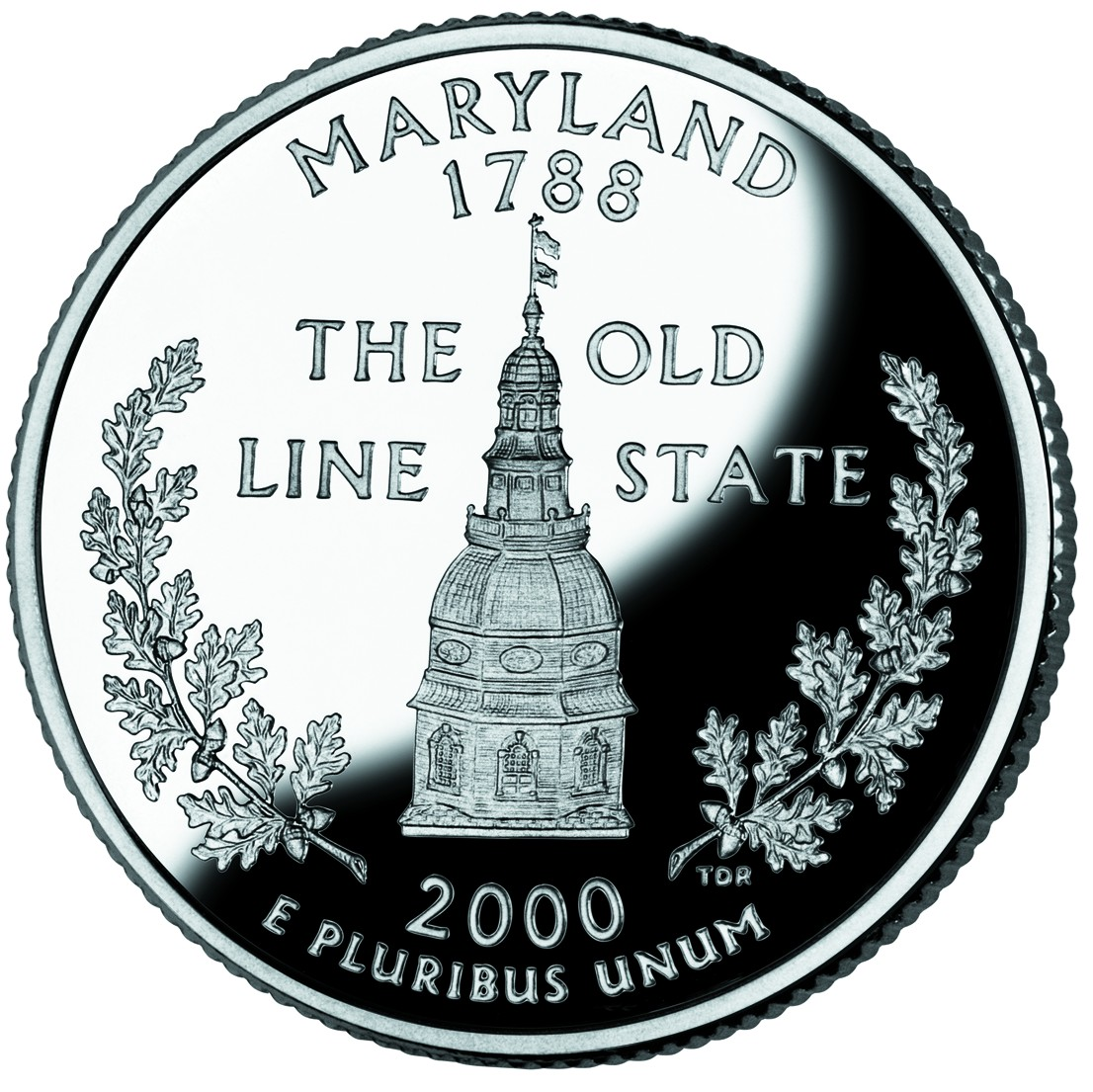
La cúpula en los cuartos de dólar
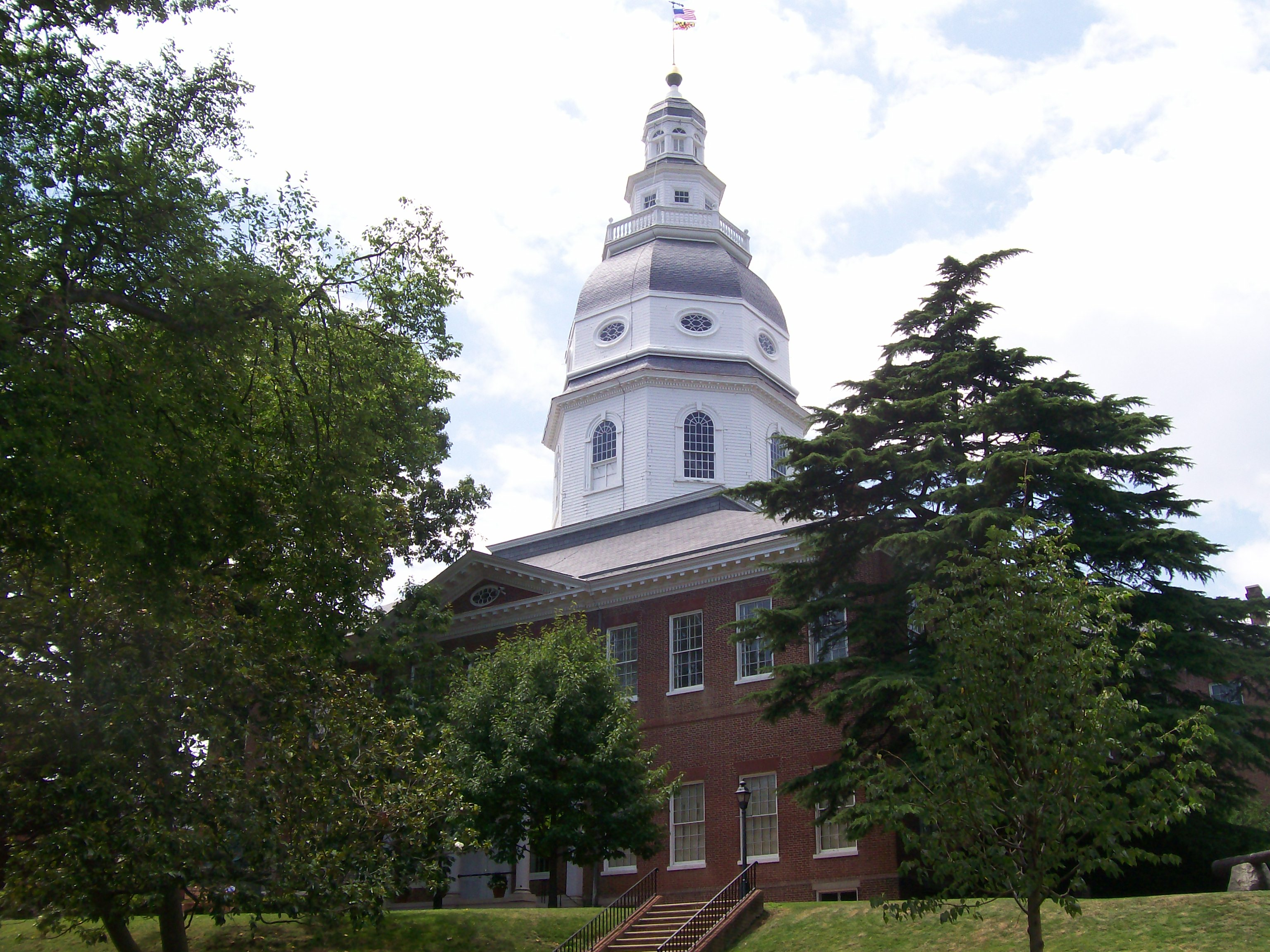
Fachada
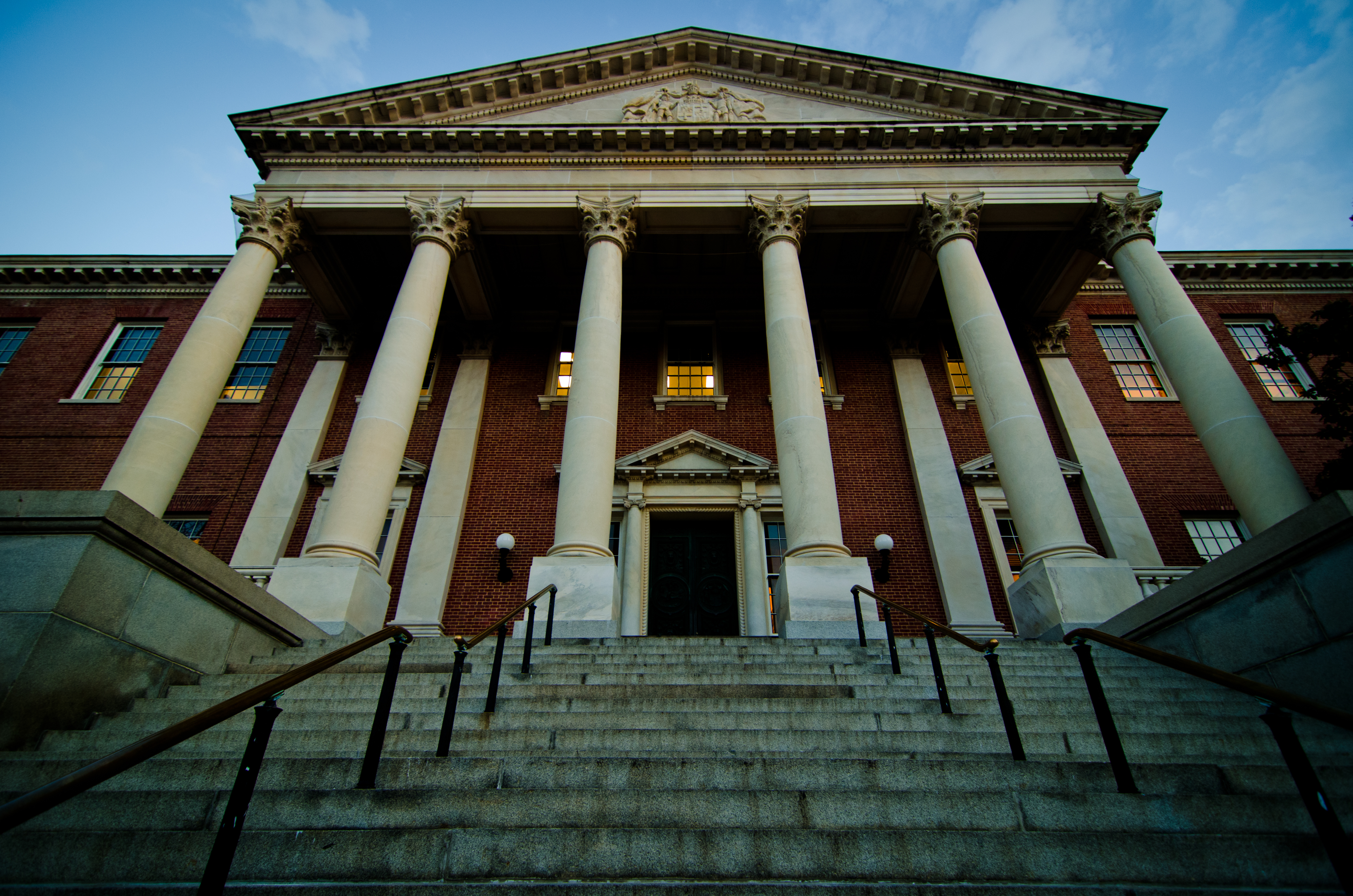
Contrapicado de las columnas traseras